# George Connelly
George Connelly (Fife, 1º marzo 1949) è un ex calciatore scozzese, di ruolo centrocampista.

## Carriera
Nel 1973 fu nominato miglior giocatore del campionato scozzese di quell'anno.

## Palmarès

### Club

#### Competizioni nazionali
- Campionato scozzese: 7

Celtic: 1967-1968, 1968-1969, 1969-1970, 1970-1971, 1971-1972, 1972-1973, 1973-1974
- Coppa di Scozia: 6

Celtic: 1968-1969, 1970-1971, 1971-1972, 1973-1974, 1974-1975, 1976-1977
- Coppa di Lega scozzese: 4

Celtic: 1967-1968, 1968-1969, 1969-1970, 1974-1975